# Mîhailivka, Verhnii Rohaciîk
Mîhailivka (în ucraineană Михайлівка) este un sat în comuna Berejanka din raionul Verhnii Rohaciîk, regiunea Herson, Ucraina.

## Demografie
Componența lingvistică a localității Mîhailivka
     Ucraineană (90,58%)
     Rusă (8,81%)
     Alte limbi (0,6%)
Conform recensământului din 2001, majoritatea populației localității Mîhailivka era vorbitoare de ucraineană (90,58%), existând în minoritate și vorbitori de rusă (8,81%).